# Yuen Long Stadium
Le Yuen Long Stadium (en chinois : 元朗大球場) est un stade omnisports hongkongais (servant principalement pour le football) situé à Yuen Long, quartier des Nouveaux Territoires à Hong Kong.
Le stade, doté de 4 932 places et inauguré en 1969, sert d'enceinte à domicile à l'équipe de football du Hong Kong Pegasus Football Club.

## Histoire
À l'origine un terrain vague situé à côté du village de Shui Bin, le stade est construit par le club de football du Yuen Long District Sports Association avec un soutien financier local. La construction débute en 1965 et s'achève en 1969 (pour un coût total de 198 000 HK$). Il est inauguré le 15 décembre 1969 lors d'une rencontre entre Yuen Long et le HK Fire Services. Le même jour, le stade accueille le départ et l'arrivée du premier marathon de Hong Kong (non officiel) organisé par la Hong Kong Amateur Athletic Association et sponsorisé par le journal du Tin Tin Daily News.
Le 1983, le stade reçoit un don de 3 millions HK$ de la part du Jockey Club de Hong Kong pour une rénovation. Ces rénovations, estimées à 12 millions HK$, augmentèrent la capacité d'accueil de 2000 places. Une piste d'athlétisme à huit voies est également créée autour du terrain.
Depuis, le Département des loisirs et des services culturels a repris l'administration du stade.
Le stade est aujourd'hui ouvert au public 6/7 j (fermé le jeudi) de 8h00 à 22h30 (excepté entre 12h30 et 13h30).

## Transports
Le stade se situe à environ 5 minutes à pied des stations de train Fung Nin et Shui Pin Wai du métro léger de Hong Kong.
Le stade se situe également à environ 15 minutes à pied de la station de métro Long Ping sur la West Rail Line.

## Galerie

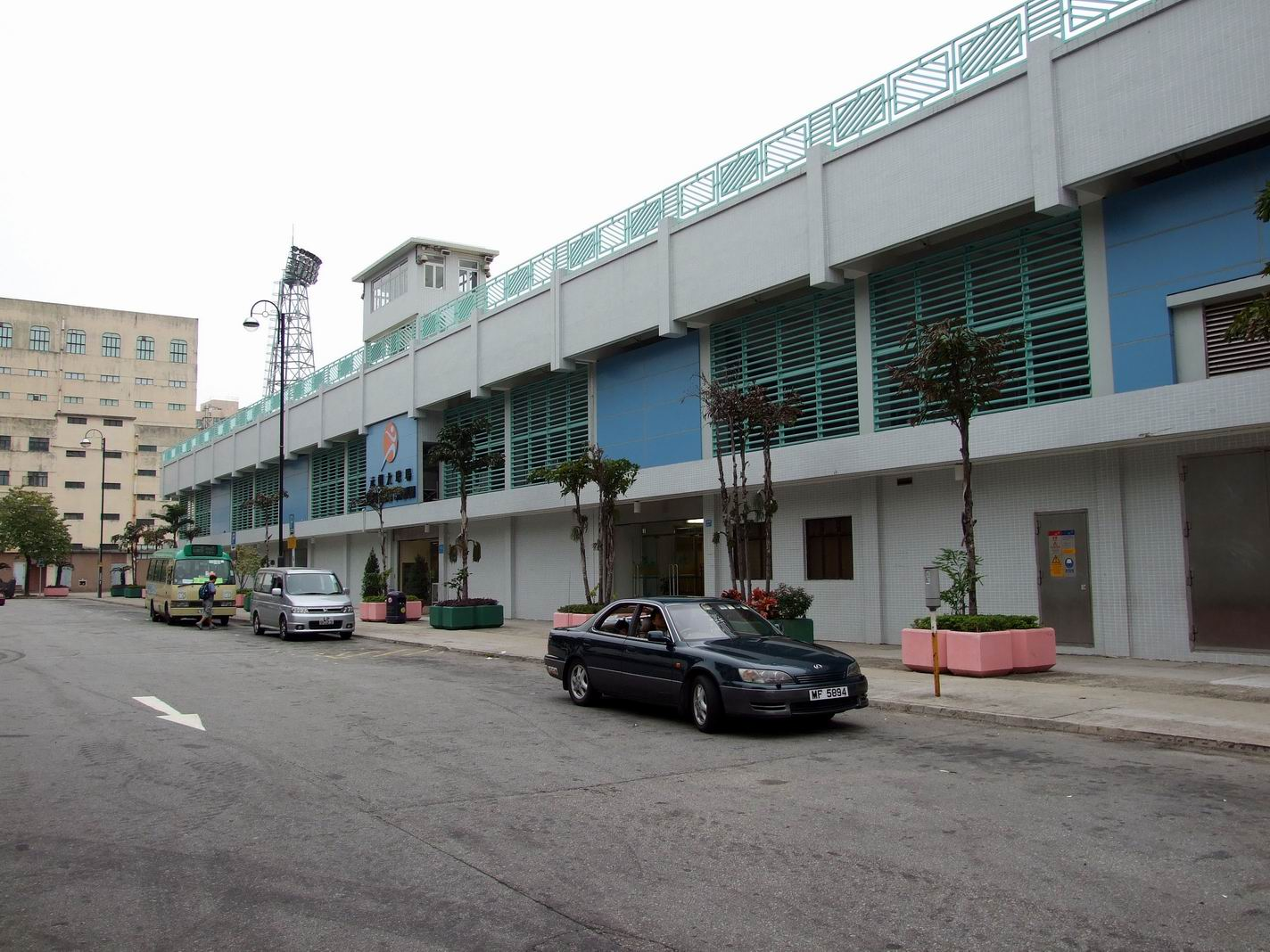
Entrée de la tribune est
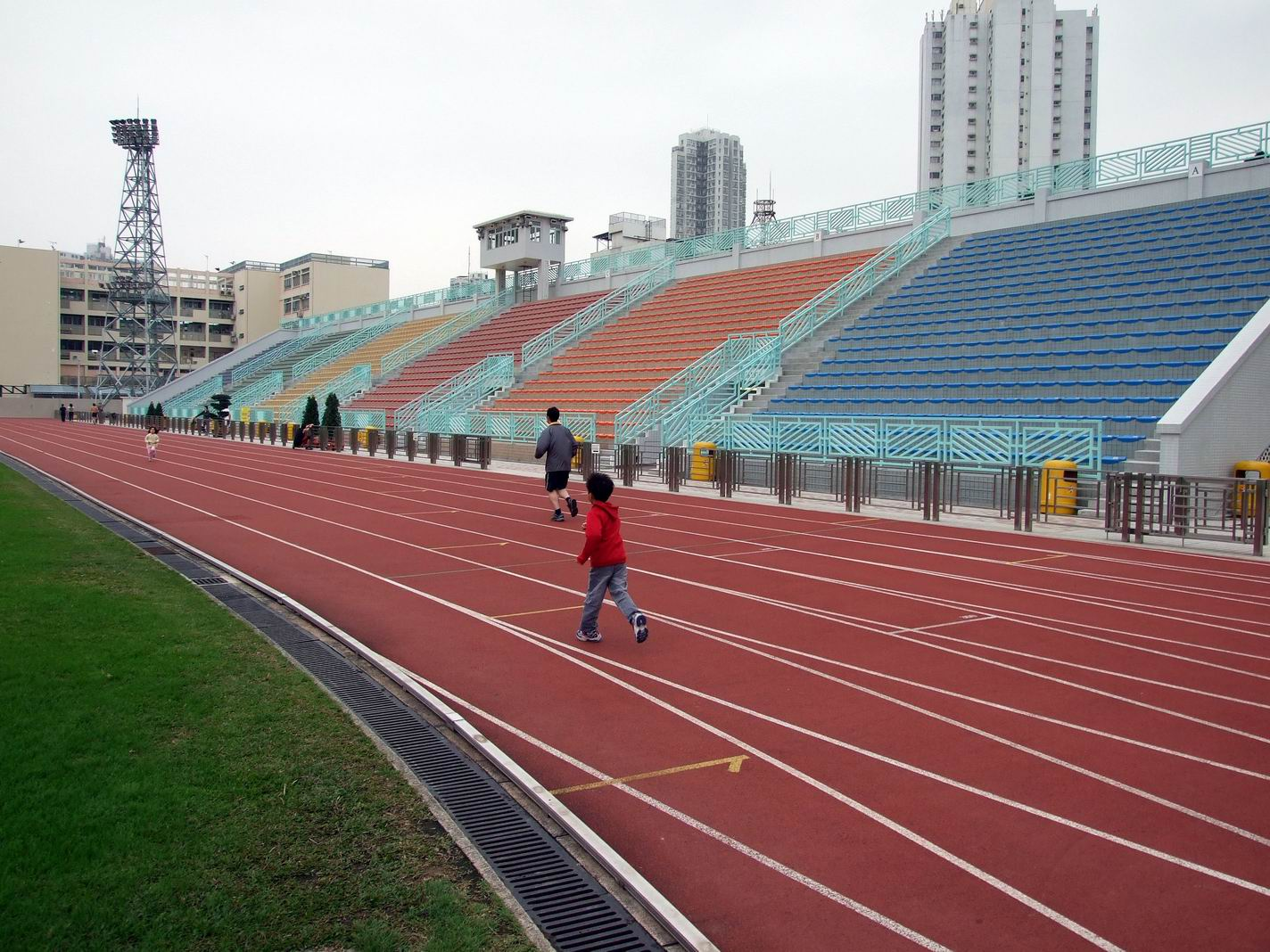
Piste d'athlétisme et tribune est
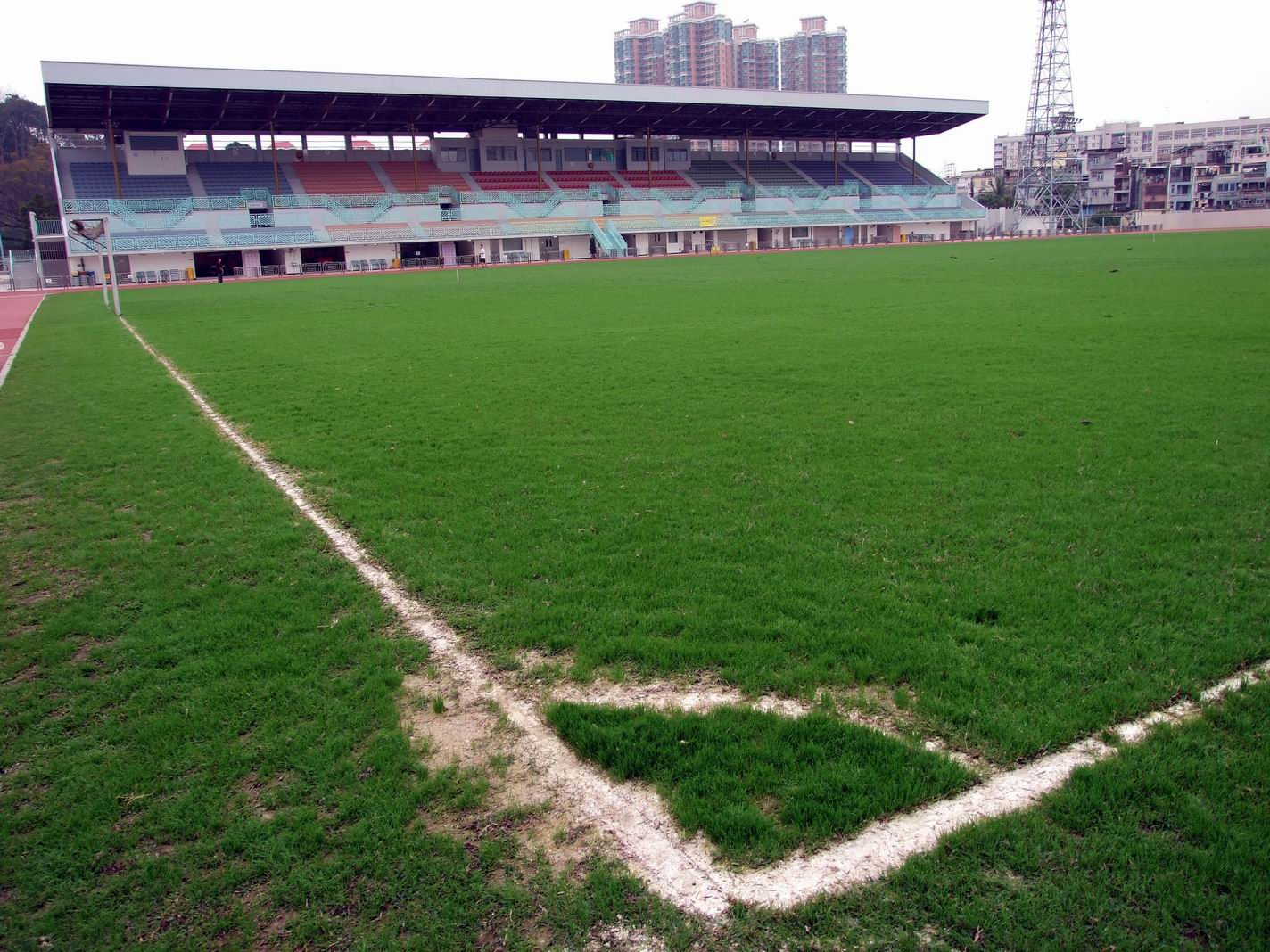
Vue du terrain et de la tribune ouest
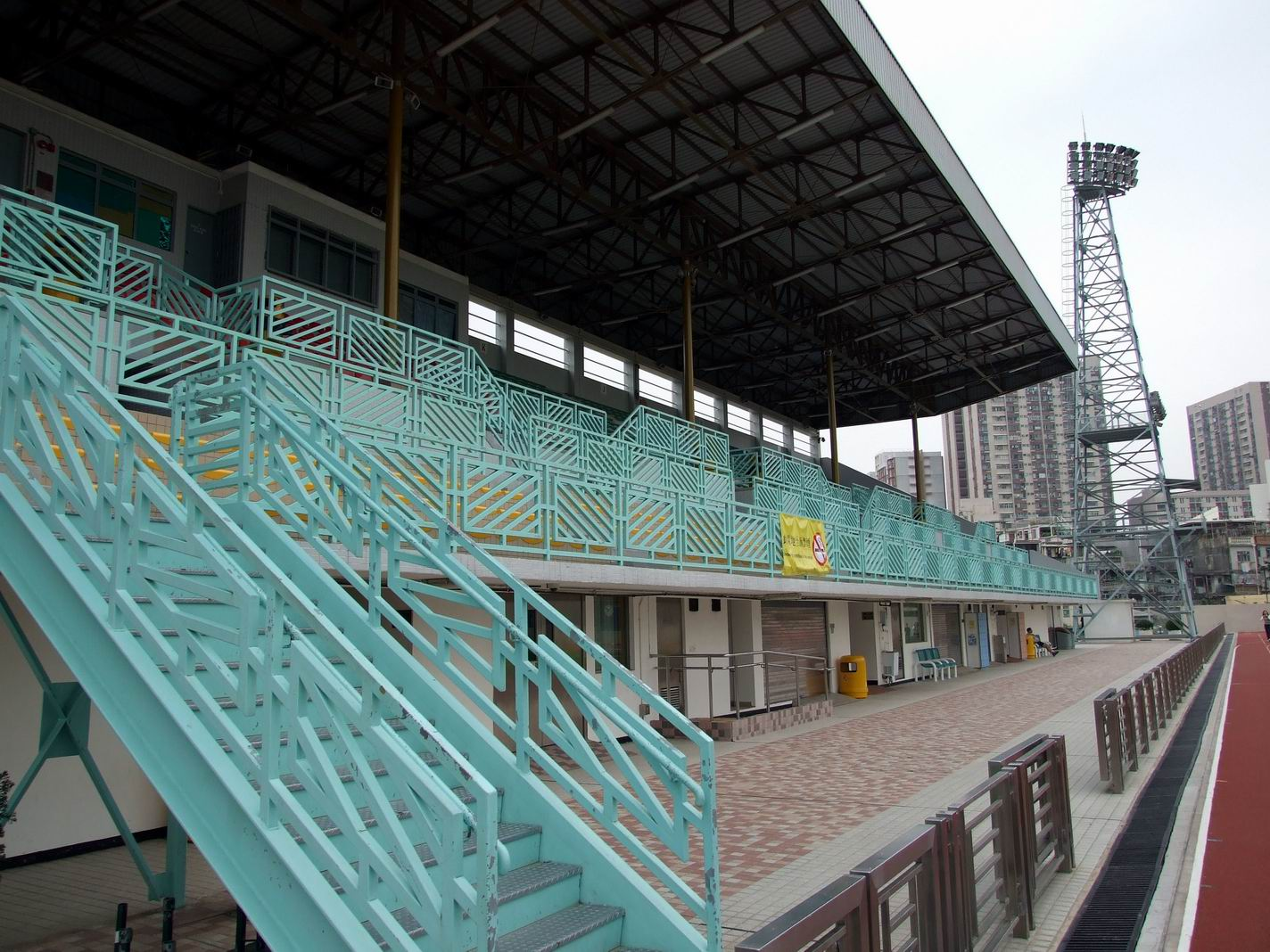
Gradins de la tribune ouest
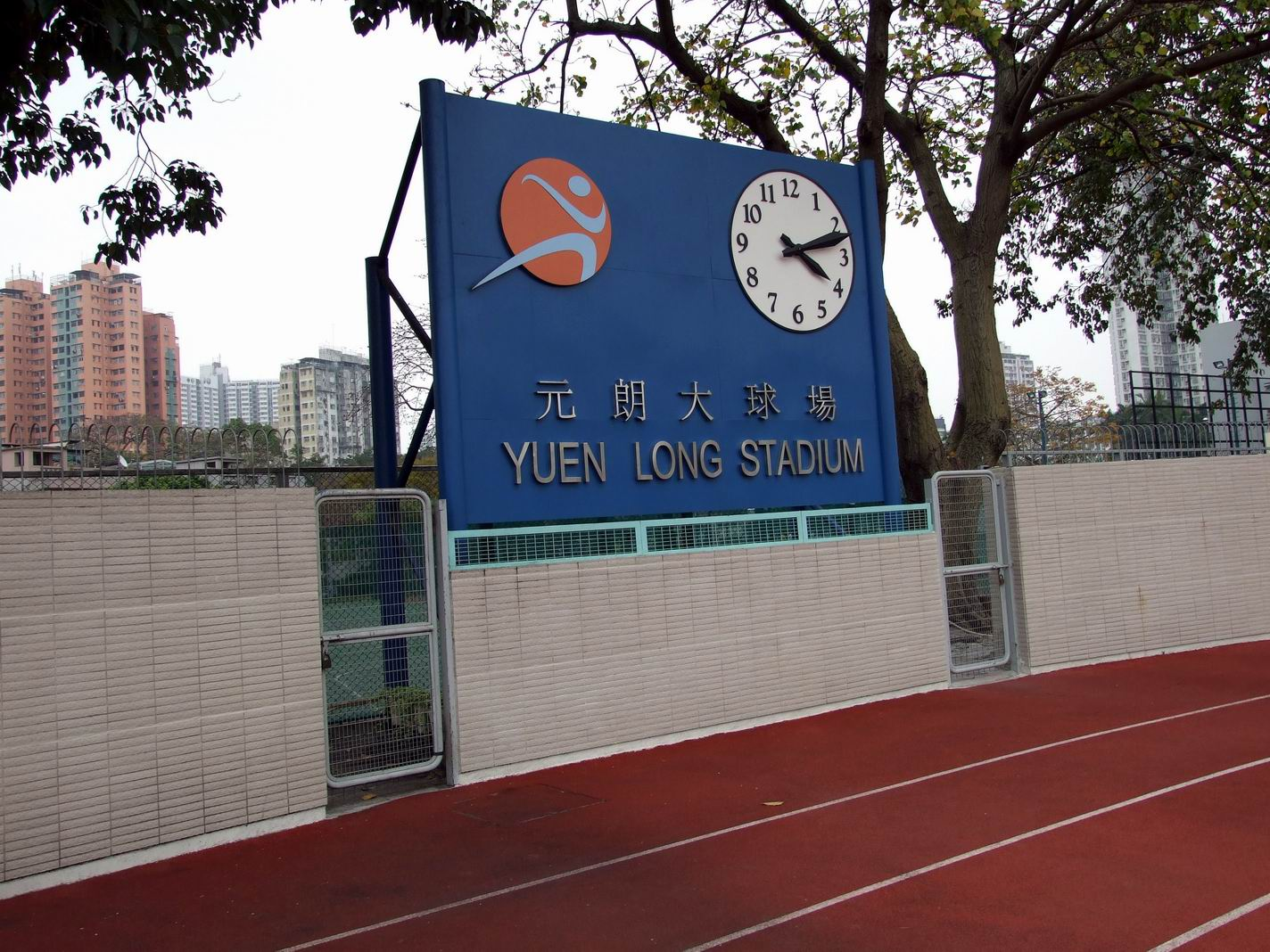
Horloge